# Мері Проктор
Мері Проктор (1862 р. — 11 вересня 1957 р.) — американська популяризаторка астрономії. Не будучи професійним астрономом, Проктор стала відомою завдяки своїм книгам та статтям, написаними для різних вікових категорій — зокрема, творам дитячої літератури.

## Дитинство і юність
Мері Проктор народилася в Дубліні, Ірландія, була дочкою Марії і Річарда Проктор. Мати померла в 1879 році. Її батько одружився вдруге в 1881 році, і сім'я емігрувала до Сполучених Штатів, оселившись в Сент-Джозефі, штат Міссурі в 1882 р.
Батько Мері був британським популяризатором астрономії, викладачем і письменником. Зростаючи, дочка часто допомагала батькові в його роботі, доглядала за бібліотекою і коригувала його книги, перш ніж вони йшли на публікацію. Мері закінчила Лондонський коледж у 1898 році.
Кратер Проктор на Місяці був названий на її честь, а Проктор на Марсі названий на честь її батька.

## Кар'єра
У 1881 році Мері Проктор допомагала батькові у створенні та випуску журналу «Знання», зокрема, написала серію статей на тему порівняльної міфології. Після успішного виступу на Всесвітній Колумбійській виставці в 1893 р., вона врешті-решт вирішила будувати професійну кар'єру і стала лектором астрономії. Її дебютний випуск «Історії Старланда» (1898) був схвалений Нью-Йоркською радою освіти. Також Мері працювала вчителем астрономії в приватних школах, відвідуючи Колумбійський університет.

## Напрацювання
Проктор написала багато статей для газет, журналів і видала безліч популярних книг. Її статті та книги були в основному спрямовані на молодих читачів, що принесло їй прізвисько «дитячий астроном», тому що були легкими для читання, точними, інформативними та добре ілюстрованими. Відома і шанована багатьма професійними астрономами, Мері стала членом Американської асоціації розвитку науки в 1898 році. У 1916 році вона була обрана членом Королівського астрономічного товариства.

## Подальше читання
- Creese, Mary R. S. (1998). Ladies in the laboratory? : American and British women in science, 1800-1900 : a survey of their contributions to research. Lanham, Md.: Scarecrow. с. 236–238. ISBN 9780810832879.  Creese, Mary R. S. (1998). Ladies in the laboratory? : American and British women in science, 1800-1900 : a survey of their contributions to research. Lanham, Md.: Scarecrow. с. 236–238. ISBN 9780810832879.  Creese, Mary R. S. (1998). Ladies in the laboratory? : American and British women in science, 1800-1900 : a survey of their contributions to research. Lanham, Md.: Scarecrow. с. 236–238. ISBN 9780810832879.
- Lienhard, John H. Episode no. 2681: Mary Proctor. Engines of our ingenuity. Houston Public Media. Процитовано 24 травня 2014.